# SORASHIGE BOOK
『SORASHIGE BOOK』（ソラシゲブック）は、FMヨコハマで日曜日の23:00-23:30に放送されているラジオ番組。2011年7月3日放送開始。DJは、NEWSの加藤シゲアキである。

## 概要
- 加藤が自分の趣味やプライベートでのできごと、好きな音楽・映画、仕事の裏話などを話す。
- 番組ではNEWSの曲を2曲、コーナーで加藤の好きな曲を放送する。
- 番組名の由来は加藤の愛称「シゲ」と音階「ドレミファソラシド」を掛けて、「ドレミファソラシゲ」となったが、長いのと、字面が綺麗でないため、略して「ソラシゲ」となる。しかし、それだけでは短いので、何か付け足そうと検討した結果、本を読むように聞けて、読み解くように話していきたいという理由で、本の意の「BOOK」を付け、「SORASHIGE BOOK」になった（第1回放送より）。
- 番組名の略し方は「シゲ部」に決定。加藤が部長、リスナーが部員となる（第7回放送より）。

## コーナー

### 加藤シゲアキ 今週の音楽（旧・今週の１曲）
加藤が自分が聴いて良いと思った曲について熱く語り、その曲をかけるコーナー。洋楽・邦楽様々。

### シゲの部活（旧・シゲのどうでもいい話）
リスナーのメールも交えて、自身の近況を話すコーナー。たいてい加藤の話が脱線して長くなるため以前は2、3枚しか読めなかったが、最近はたくさん読むようになった。他では聞けない加藤のマニアックな話が満載。

#### 生物部
スタジオで植物を育て、それについてリスナーからの栽培方法のアドバイスなどを紹介する。植物の成長の様子はブログに掲載。初回はバジルを栽培し始めた。名前は「ソラくん」。

#### 社交部
重度の人見知りな加藤のためにリスナーから寄せられた人見知り克服の方法などを紹介する。毎回、加藤は寄せられた意見にだいたい何かと理由をつけて反抗し、せっかくの意見も、本人はあまり素直に受け入れないことが多かった。現在は休部中。

#### お笑い部
加藤が決めるテーマについてのリスナーからの大喜利を紹介。テーマ設定の時期は加藤の気まぐれ。過去テーマは「こんなヴァンパイアは嫌だ！」「○○、○○やめるってよ」など。

#### 映画部
月に10本以上映画を見るという大の映画好きの加藤が、おすすめの映画を紹介。リスナーのおすすめを紹介するときもある。

#### 写真部
写真を趣味としている加藤が季節ごとにテーマを決め、リスナーから写真を募集する。応募があった中から良い作品を何点かを佳作として番組ブログに掲載し、その中から加藤とスタッフで部長賞として1～2作品を決める。ラジオ内のコーナーではない。
| ＃    | 募集期間        | テーマ                         |
| ----- | --------------- | ------------------------------ |
| 第1回 | 2011年8月14日～ | フフッと笑える一枚～2011夏。～ |
| 第2回 | 2011年9月11日～ | 食欲マックス～2011秋。～       |
| 第3回 | 2011年10月9日～ | ほとばしる汗 汗 汗             |